# Celtis
Celtis é um género botânico pertencente à família Cannabaceae.

## Espécies
- Celtis aetnensis
- Celtis africana Burm.f. –
- Celtis australis sin. Celtis caucasica
- Celtis balansae
- Celtis brasiliensis Planch.
- Celtis bungeana
- Celtis cinnamonea
- Celtis durandii Engl. (= C. gomphophylla Bak.)
- Celtis glabrata
- Celtis hypoleuca
- Celtis iguanaea (Jacq.) Planch.
- Celtis integrifolia
- Celtis japonica
- Celtis jessoensis
- Celtis koraiensis
- Celtis labilis
- Celtis laevigata
- Celtis lindheimeri
- Celtis luzonica
- Celtis mildbraedii Engl.
- Celtis occidentalis
- Celtis pallida
- Celtis paniculata
- Celtis reticulata
- Celtis sinensis
- Celtis tala – Tala; sin. C. ehrenbergiana, C. spinosa
- Celtis tenuifolia
- Celtis tetranda Roxb.
- Celtis tournefortii
- Celtis trinervia

## Classificação do gênero
| Sistema | Classificação                    | Referência               |
| ------- | -------------------------------- | ------------------------ |
| Linné   | Classe Polygamia, ordem Monoecia | Species plantarum (1753) |